# Gabriele Vassallo
Gabriele Vassallo (Salerno, 1º maggio 1993) è un pallanuotista italiano, portiere della Rari Nantes Salerno. Ha conquistato il Mondiale under-20 in Ungheria nel 2013. Con i colori azzurri ha vinto anche il Campionato Europeo under-17 nel 2010 e quello under-19 nel 2012. Ha fatto parte anche della Nazionale Universitaria ed ha collezionato diverse presenze con la Nazionale maggiore.

## Carriera

### Club
Vassallo comincia a Salerno la sua formazione sportiva. Dopo un paio di anni si afferma come una delle migliori promesse campane, vince il Torneo delle Regioni nel 2007 e riesce a farsi conoscere in tutta Italia, grazie al riconoscimento di Miglior portiere delle finali di Pescara U15. Inizia la sua carriera da professionista proprio alla Rari Nantes Salerno, la squadra della sua città, dove è cresciuto dal vivaio, allenato da Luigi Mogavero, Luca Malinconico, Dani Pecotic e infine Božo Vuletić. Qui riesce a farsi notare come uno dei migliori portieri della A2 già dal suo primo campionato, conquistando la meritata e facile salvezza.
Così anche nei successivi campionati, in cui più di una volta sfiora l'accesso ai play-off. 
Dal 2022 torna ad indossare la calottina della Rari Nantes Salerno .

### Nazionale
Dopo essersi fatto notare, raggiunge varie convocazioni in nazionale giovanile, che culminano nella vittoria europea di Stoccarda 2010.
Due anni dopo riesce a ripetersi a Canet-en-Roussillon in Francia. Nel 2013,a Szombathely, vince il suo primo oro mondiale con la nazionale U20. Partecipa al suo primo torneo con la calottina della Nazionale Assoluta nella fase finale della World League 2016, dove deve sostituire l'infortunato Stefano Tempesti, si classifica al quarto posto.